# Nyssodrysternum sulphurescens
Nyssodrysternum sulphurescens är en skalbaggsart som först beskrevs av Bates 1885. Nyssodrysternum sulphurescens ingår i släktet Nyssodrysternum och familjen långhorningar.
Artens utbredningsområde är:
- Costa Rica.
- Panama.

Inga underarter finns listade i Catalogue of Life.